# 愛知つばめ交通

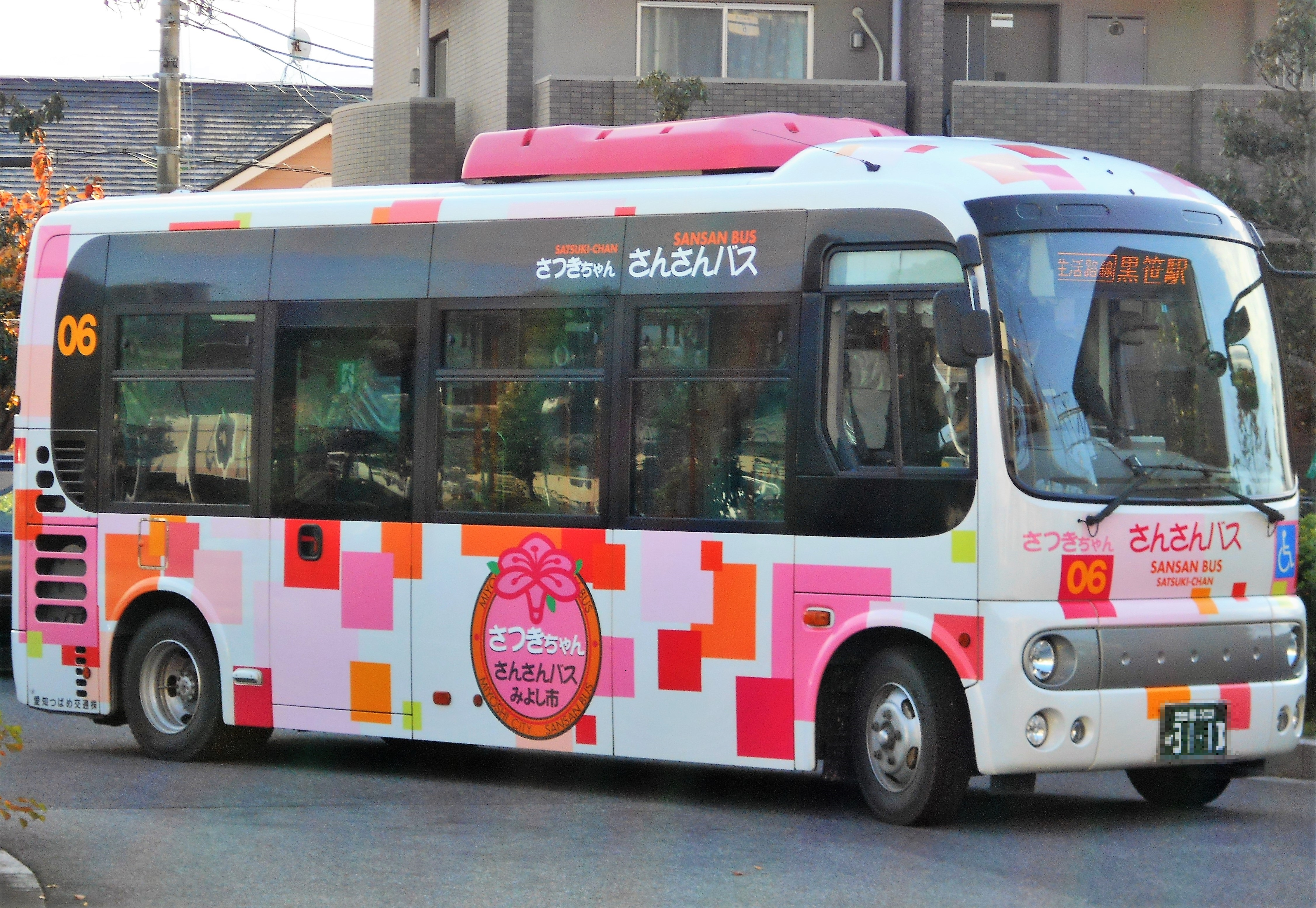
みよし市コミュニティバス「さんさんバス」の車両

愛知つばめ交通株式会社は、愛知県名古屋市瑞穂区に本社を置く、つばめタクシーグループに属するタクシー・バス事業者である。
バス事業では貸切バスのほか、自社路線として一般路線バス「三好ヶ丘ループバス」を運行するとともに、みよし市のコミュニティバス「さんさんバス」を受託運行している。

## 概要
2022年（令和4年）12月1日に、愛知つばめ交通、新栄自動車、三ツ輪タクシーが合併した。
合併以前は、親会社のつばめ自動車と同様に、社章「2羽のつばめ」は、かつての国鉄の特急つばめ号や、JR九州の新幹線つばめ号のヘッドマークと同一のものだが、JRグループとの関係はない。
またつばめタクシーグループ内で唯一、2つの営業区域にそれぞれ営業所があるため、三河地区の本社営業所のみ自社無線を使用し、社番のつけ方が各営業所で異なる。
福祉車両として「ウェルキャブ」と呼ばれる後席回転シート車を保有している。介護事業も手掛けていたが、ホームヘルパーが退職して不在のため、介護事業からは一時撤退している。

## 営業所
- 本社営業所（旧：新栄自動車）：愛知県名古屋市瑞穂区彌富通2丁目8番地
- 北営業所（旧：三ツ輪タクシー）：愛知県名古屋市北区清水3丁目16番地28
- みよし営業所（旧：本社営業所）： 愛知県みよし市莇生町川岸当9番地3　　※旧・三好交通。
- 和合営業所： 愛知県愛知郡東郷町大字和合字前田143番地

以前あった営業所
- 碧南営業所： 愛知県碧南市久沓町4丁目36番地
  - 旧・香南タクシー。1997年（平成9年）に愛知みどり交通株式会社を設立[1]、つばめタクシーグループから離脱。